# Ананідзе Жано Аміранович
Жано Ананідзе (груз. ჯანო ანანიძე; нар. 10 жовтня 1992, Кобулеті) — грузинський футболіст, півзахисник клубу «Динамо» (Тбілісі).
Насамперед відомий виступами за «Спартак» (Москва), а також національну збірну Грузії.

## Клубна кар'єра
Народився 10 жовтня 1992 року в місті Кобулеті. Вихованець юнацьких команд футбольних клубів «Динамо» (Тбілісі), «Динамо» (Київ) та «Спартак» (Москва).
У дорослому футболі дебютував 15 липня 2009 року виступами за «Спартак» (Москва) в кубковому матчі проти «Краснодара», у якому Жано відразу відзначився голом.
Сезон 2013/14 провів в оренді в «Ростові», після чого повернувся до «Спартака».

## Виступи за збірні
2008—2009 року залучався до складу юнацької збірної Грузії. Усього взяв участь у 2 іграх на юнацькому рівні, відзначившись 1 забитим голом.
2009 року дебютував у складі молодіжної збірної Грузії. Наразі на молодіжному рівні зіграв у 5 офіційних матчах, забив 2 голи.
5 вересня 2009 року у віці 16 років дебютував в офіційних матчах у складі національної збірної Грузії в матчі відбіркового раунду ЧС-2010 проти збірної Італії, ставши наймолодшим дебютантом в історії збірної.
Наразі провів у формі головної команди країни 12 матчів, забивши 2 голи.

## Титули і досягнення
- Чемпіон Росії (1):

«Спартак» (Москва): 2016-17
- Володар Кубка Росії (1):

«Ростов»: 2013-14
- Володар Суперкубка Росії (1):

«Спартак» (Москва): 2017
- Володар Суперкубка Грузії (1):

«Динамо» (Батумі): 2022